# Santena
Santena (piemontesisch Santna) ist eine Gemeinde in der italienischen Metropolitanstadt Turin (TO), Region Piemont.

## Lage und Einwohner
Santena liegt 22 km südöstlich von Turin auf einer Höhe von 237 m über dem Meeresspiegel. Das Gemeindegebiet umfasst eine Fläche von 16,21 km² und hat 10.478 Einwohner (Stand 31. Dezember 2023). Die Gemeinde besteht aus den Ortsteilen Carolina, Case Nuove, Gamenario, Luserna, San Salvà, Taggia, Tetti Agostino, Tetti Busso, Tetti Giro und Trinità. 
Die Nachbargemeinden sind Chieri, Cambiano, Trofarello, Poirino und Villastellone. 

## Geschichte

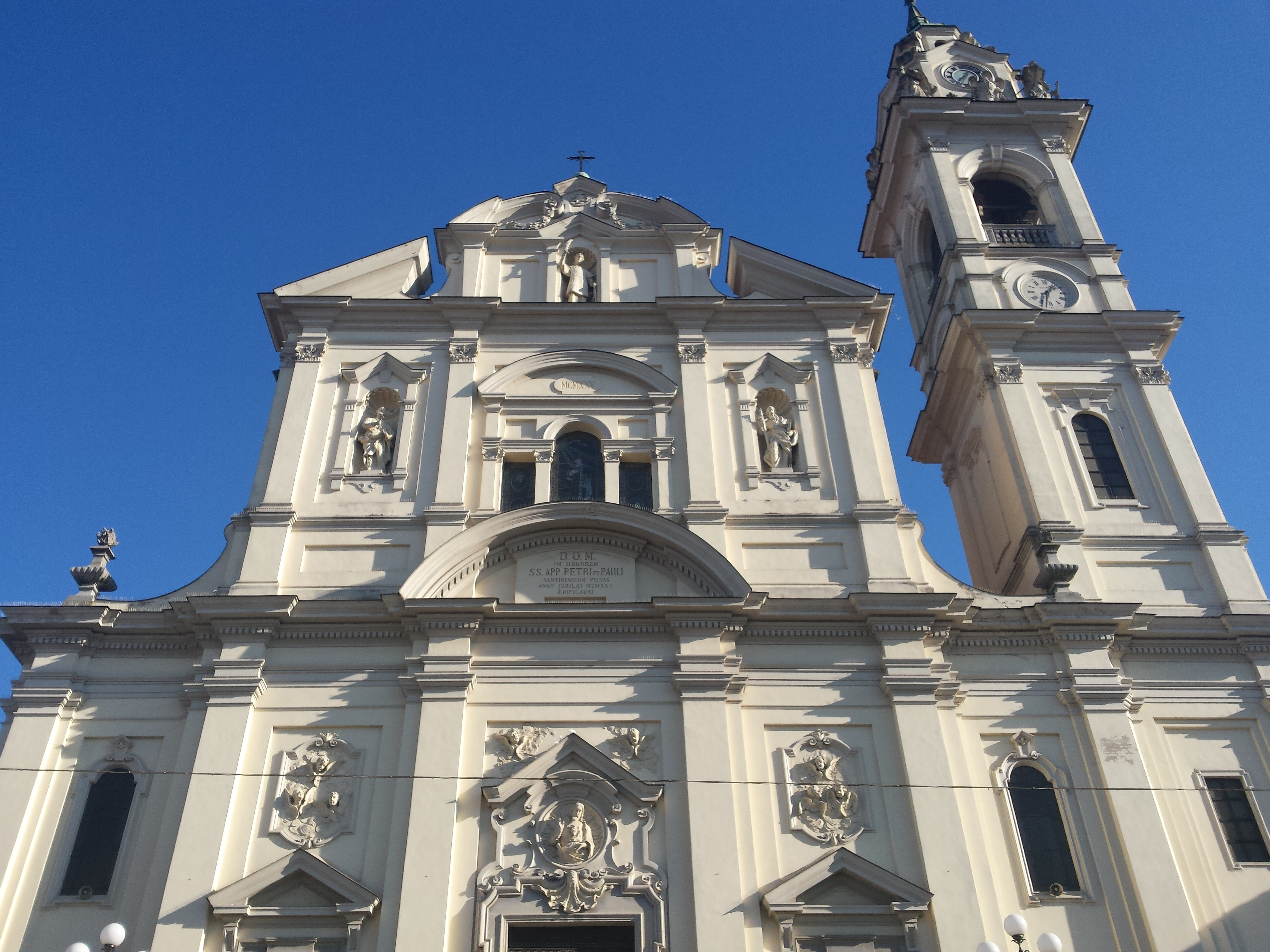
Kirche Santi Apostoli Pietro e Paolo

Die Existenz des Ortes zur Römerzeit ist durch antike Fundstücke belegt. Die frühesten Funde datieren auf das Jahr 150 n. Chr., höchstwahrscheinlich begann die Besiedlung jedoch schon früher, im ersten Jahrhundert n. Chr., zur Zeit des Kaisers Augustus.
Zur Ortskirche Chiesa dei Santi Apostoli Pietro e Paolo gehört das 1911 zum Denkmal von nationaler Bedeutung erklärte Grab der Cavours, in dem der erste Ministerpräsident Italiens Graf Camillo Cavour 1861 beerdigt wurde.

## Kultur und Feste
- Im Mai findet regelmäßig ein Spargelfest statt.
- Am 10. August, dem Namenstag des Ortsheiligen, wird ein Stadtfest veranstaltet.